# Терещенко, Геннадий Фёдорович
Геннадий Фёдорович Терещенко (28 декабря 1941, деревня Соловьёвка, Стерлитамакский район, Башкирская АССР — 16 апреля 2010, Москва) — советский и российский учёный-химик, государственный деятель, академик РАН, заместитель председателя Санкт-Петербургского Научного центра РАН, член Президиума РАН, первый заместитель министра науки и технологий РФ (1998—2000).

## Биография
В 1964 г. окончил Ленинградский технологический институт им. Ленсовета по специальности «инженер-технолог-химик», в 1969 г. — аспирантуру, доктор химических наук (1982), профессор.
В 1964—1966 гг. — инженер, младший научный сотрудник Дзержинского научно-исследовательского института Министерства машиностроения СССР (г. Дзержинск Горьковской области),
в 1969—1989 гг. — в Государственном институте прикладной химии (с 1988 г. — Межотраслевое объединение «Технохим», г. Ленинград): старший научный сотрудник, начальник лаборатории, заместитель директора по научной части.
В 1989—1996 — генеральный директор Научно-производственного объединения «Государственный институт прикладной химии» (с 1993 г. — Российский научный центр «Прикладная химия», г. Санкт-Петербург).
В 1996—1997 гг. — заместитель председателя Государственного комитета РФ по науке и технологиям.
В 1997—1998 гг. — статс-секретарь — заместитель министра,
в 1998—1999 гг. — статс-секретарь — первый заместитель министра,
в 1999—2000 гг. — первый заместитель министра науки и технологий РФ.
В 2000—2002 гг. — заместитель министра промышленности, науки и технологий РФ.
С 2003 г. — заместитель председателя Санкт-Петербургского научного центра РАН, начальник лаборатории Физико-технического института им. Иоффе г. Санкт-Петербурга; начальник лаборатории Института
нефтехимического синтеза г. Москва; профессор Технологического университета г. Санкт-Петербурга.
Академик РАН по Отделению химии и наук о материалах (2003), член-корреспондент РАН (1997). Член Президиума РАН.
Вице-президент Российского химического общества им. Д. И. Менделеева; академик инженерной Академии, член Академии материаловедения Азиатско-Тихоокеанского региона, член Бюро Отделения химии и наук о материалах РАН.
Главный редактор журналов «Мембраны» и «Журнала прикладной химии», член редколлегией журналов «Катализ в промышленности» и «Химическая технология».
Член ученых советов Физико-технического института им. Иоффе РАН, научно-образовательного центра РАН, института нефтехимического синтеза РАН, Государственного института прикладной химии.
Член оргкомитета Менделеевского Съезда с 2003 г.
Похоронен 21 апреля 2010 года на Смоленском кладбище Санкт-Петербурга.

## Научная деятельность
Один из ведущих учёных в области технической химии. Основные направления научной деятельности: химия и технология аминоорганических соединений, химия и технология высокоэнергетических соединений, химическая безопасность.
Им впервые доказана общность механизмов каталитических реакций в системах: алифатческие амины- галогеналканы-трёхчленные циклы (оксираны, азиридины) — вода, ведущих к образованию четвертичных аммониевых оснований, полиэтиленполиаминов. Предложен и доказан механизм каталитического превращения алканоламинов в диазабициклооктан.
Является автором более 15 важных и актуальных промышленных технологий.
Под его руководством и при непосредственном участии:
- разработаны новые оригинальные, конкурентоспособные, обладающие высокими техник-экономическими показателями промышленные технологии получения: политетрагидрофурана, этилендиамина, полиэтиленполиамина, холинхлорида (витамина В4), хлорхолинхлорида, этаноламинов, гидразина, перекиси водорода и др. время работает в области каталитического мембранного катализа, наноуглеродных материалов, водородной энергетики, химической безопасности;
- разработаны и освоены в промышленности несколько основополагающих технологий озонобезопасных фторуглеводородов, решивших экологическую проблему и экологическую безопасность страны в данной области.
- осуществлён пуск и авторский надзор 10 промышленных производств: этаноламинов, изопропаноламинов, метилдиэтаноламина, политетрагидрофурана, этилендиамина, полиэтиленполиаминов, холинхлорида, пиперазина, перекиси водорода. Продукция данных производств находит широкое применение в химической, целлюлозно-бумажной, лёгкой, автомобильной промышленности, сельском хозяйстве;
- впервые реализован в промышленном масштабе новый, не имеющий аналогов в мире, метод обезвреживания бытовых и промышленных сточных вод широко доступными аминокислотными комплексами меди.

Автор более 285 научных работ, 153 изобретений. В последние годы работал в области каталитического
мембранного катализа, наноуглеродных материалов, водородной энергетики, химической
безопасности.

## Награды и звания
- премия Правительства Российской Федерации в области науки и техники в 1999 и 2001 годах.
- орден Дружбы (1999),
- медаль «В память 850-летия Москвы»,
- медаль «300 лет Санкт-Петербургу»,
- почётное звание «Ветеран труда».
- почётный профессор РХТУ им. Д. И. Менделева (2002)[1].